# 玄・ベルトー・進来
玄・ベルトー・進来（げん・ベルトー・すずき、1956年 - ）は、日本の建築家。デザイナー。株式会社 玄・ベルトー・進来（Guen BERTHEAU-SUZUKI Co.,Ltd.）主宰。
パリ生まれ。父は建築家の進来廉。1980年、ベルギー サンリュック大学建築学科卒業。1980年、ビロー7フェルニエ建築設計事務所勤務。1984年、東京大学大学院工学系研究科修士課程修了。1984年、磯崎新アトリエ勤務。1990年、株式会社 玄・ベルトー・進来設立。1991年から1997年まで、日本大学理工学部建築学科講師。
主な作品に、鈴木邸＆ヘアサロン　・「S邸」「TEAM5」デザイナーズ家具UFOシリーズ、麻布十番ビル ミレニアムタワー、トーシンビル、焼酎公園GEN、銀座天賞堂、ピース・アームチェアー、東京ガス・ガスコンロデザイン、など。